# Rajd Krakowski 1986
Rajd Krakowski 1986 – 11. edycja Rajdu Krakowskiego. Był to rajd samochodowy rozgrywany od 31 maja do 1 czerwca 1986 roku. Była to trzecia runda Rajdowych Samochodowych Mistrzostw Polski w roku 1986. Rajd składał się z trzydziestu odcinków specjalnych. Rajd rozgrywany był na nawierzchni asfaltowej i szutrowej. Zwycięzcą został Andrzej Koper.

## Wyniki końcowe rajdu[1][2]
| Miejsce | Kierowca          | Pilot                  | Samochód               | Czas    | Strata | Grupa Klasa |
| ------- | ----------------- | ---------------------- | ---------------------- | ------- | ------ | ----------- |
| 1       | Andrzej Koper     | Krzysztof Gęborys      | Renault 11 Turbo       | 1:36:24 | -      | A-13        |
| 2       | Lesław Orski      | Tomasz Chmiel          | Volkswagen Golf II GTi | 1:40:32 | +4:08  | A-13        |
| 3       | Andrzej Witkowicz | Andrzej Turczyński     | Audi 80 Quattro        | 1:41:43 | +5:19  | A-13        |
| 4       | Jerzy Pajdak      | Wojciech Bernacki      | Toyota Corolla         | 1:44:27 | +8:03  | A-13        |
| 5       | Mariusz Kostrzak  | Marcin Augustyn        | Toyota Corolla GT      | 1:45:00 | +8:36  | A-13        |
| 6       | Jerzy Poznański   | Cezary Wróblewski      | Lada VAZ 2105 VFTS     | 1:45:29 | +9:05  | B-22        |
| 7       | Bogdan Herink     | Marcin Syrziste        | FSO 1600               | 1:46:03 | +9:39  | A-14        |
| 8       | Romuald Chałas    | Grzegorz Gac           | FSO 1600 A             | 1:46:21 | +9:57  | A-14        |
| 9       | Michał Kulikowski | Sławomir Walentynowicz | Lada VAZ 2105 MTX      | 1:46:52 | +10:28 | B-22        |
| 10      | Tadeusz Buksowicz | Wojciech Malanowski    | FSO Polonez 1600       | 1:49:00 | +12:36 | A-14        |